# District d'Encs
Le district d'Encs (en hongrois : Encsi járás) est un des 16 districts du comitat de Borsod-Abaúj-Zemplén en Hongrie. Créé en 2013, il compte 21 783 habitants et rassemble 29 localités dont une seule ville, Encs, son chef-lieu.
Cette entité existait déjà auparavant entre 1921 et 1938 puis entre 1945 et 1983, l'année d'une réforme territoriale qui a supprimé les districts.

## Localités
- Alsógagy
- Baktakék
- Beret
- Büttös
- Csenyéte
- Csobád
- Detek
- Encs
- Fancsal
- Felsőgagy
- Forró
- Fulókércs
- Fáj
- Gagyapáti
- Garadna
- Hernádpetri
- Hernádszentandrás
- Hernádvécse
- Ináncs
- Keresztéte
- Krasznokvajda
- Kány
- Litka
- Méra
- Novajidrány
- Perecse
- Pusztaradvány
- Szalaszend
- Szemere